# SZ–60
Az SZ–60 (oroszul С–60) szovjet gyártmányú 57 mm-es vontatott rövid hatótávolságú, egycsövű légvédelmi gépágyú az 1950-es évekből. A fegyvert rendszeresítették a Varsói Szerződés tagállamai illetve közel-keleti és dél-ázsiai országok egyaránt. A fegyver sorozatgyártását a Krasznojarszki Gépgyár (Kraszmas). A gépágyút és tűzvezető rendszerét 1959-től az 1980-as évekig Magyarországon is gyártották a Diósgyőri Gépgyárban.

## Története
Az 1940-es évek végén a szovjetek egy 57 mm-es űrméretű légvédelmi gépágyú fejlesztésébe kezdtek, hogy leváltsák az elavult 37 mm-es ágyúkat. A hadseregnek három különböző típust mutattak be, melyek közül a Vaszilij Grabin tervezete került ki győztesen. A nyugati hírszerzés forrásai szerint a németek 5,5 cm Gerät 58 jelölésű prototípusa képezte az új fegyver alapját. Emellett a szovjetek rendelkezésére álltak a sztálingrádi csata után zsákmányolt német 5 cm Flak 41 típusú légvédelmi lövegek is.
A prototípus 1946-ban esett át a csapatpróbákon, majd 1950-ben állították hadrendbe kisebb módosításokat követően. A légvédelmi gépágyú az 57 mm-es AZP SZ–60 típusjelet kapta. Grabin folytatta a gépágyú fejlesztését, majd 1955-ben előállt annak önjáró változatával, a ZSZU–57–2-vel.
A tűzvezető a német Lambda kalkulátorból (Kommandogerät 40, 40A és 40B) lett kifejlesztve, majd PUAZO–5A jelöléssel rendszeresítve. A fegyverrendszer részét képezte még a D–49 jelű távolságmérő berendezés is. A tűzvezetés hatékonyabbá tételéhez használatba vették a Grom–2 radarokat is. A teljes fegyverrendszert SZON–9 névvel látták el. Később rendszeresítették a sokkal modernebb RPK–1 Vaza tűzvezetőt is, melyet M. M. Koszicskin tervezett. A berendezéseket Ural–375 típusú teherautókra telepítették.
Az 57 mm-es ágyúk az 1950-es években váltották a 37 mm-es hadosztály-ágyúkat. Egy hadosztályszintű légvédelmi ezred két ütegből állt, melyek egyenként hat 57 mm-es gépágyúval voltak felszerelve.
Az 1960-as évek közepén megkezdték a szovjet hadseregben a  hadosztályszintű légvédelmi egységek fegyverzetét légvédelmi rakétákra cserélni, az 1970-es évek végére pedig a csöves légvédelmi eszközök majdhogynem eltűntek a hadrendből. Ellenben más országokban továbbra is használatban maradtak. A vietnámi háború alatt a légvédelmi gépágyúk kiemelkedően teljesítettek az alacsonyan repülő gépek ellen, így a szovjetek ismét nagy mennyiségben állítottak hadrendbe gépágyúkat, mivel a légvédelmi rakéták alacsonyan repülő célpontok ellen nem bizonyultak hatékonynak.
Magyarországon az 1960-61-ben kiépült SZ–75 Dvina légvédelmi rakéta tüzelőállásokat a közelükbe telepített SZ–60 üteg védte. Ennek települése megfigyelhető alcsúti erdőben, egy 1979-es légifotón. Ha nehezen is, de még ma is  megtalálhatóak az erdőben a földsáncok.

## Alkalmazás

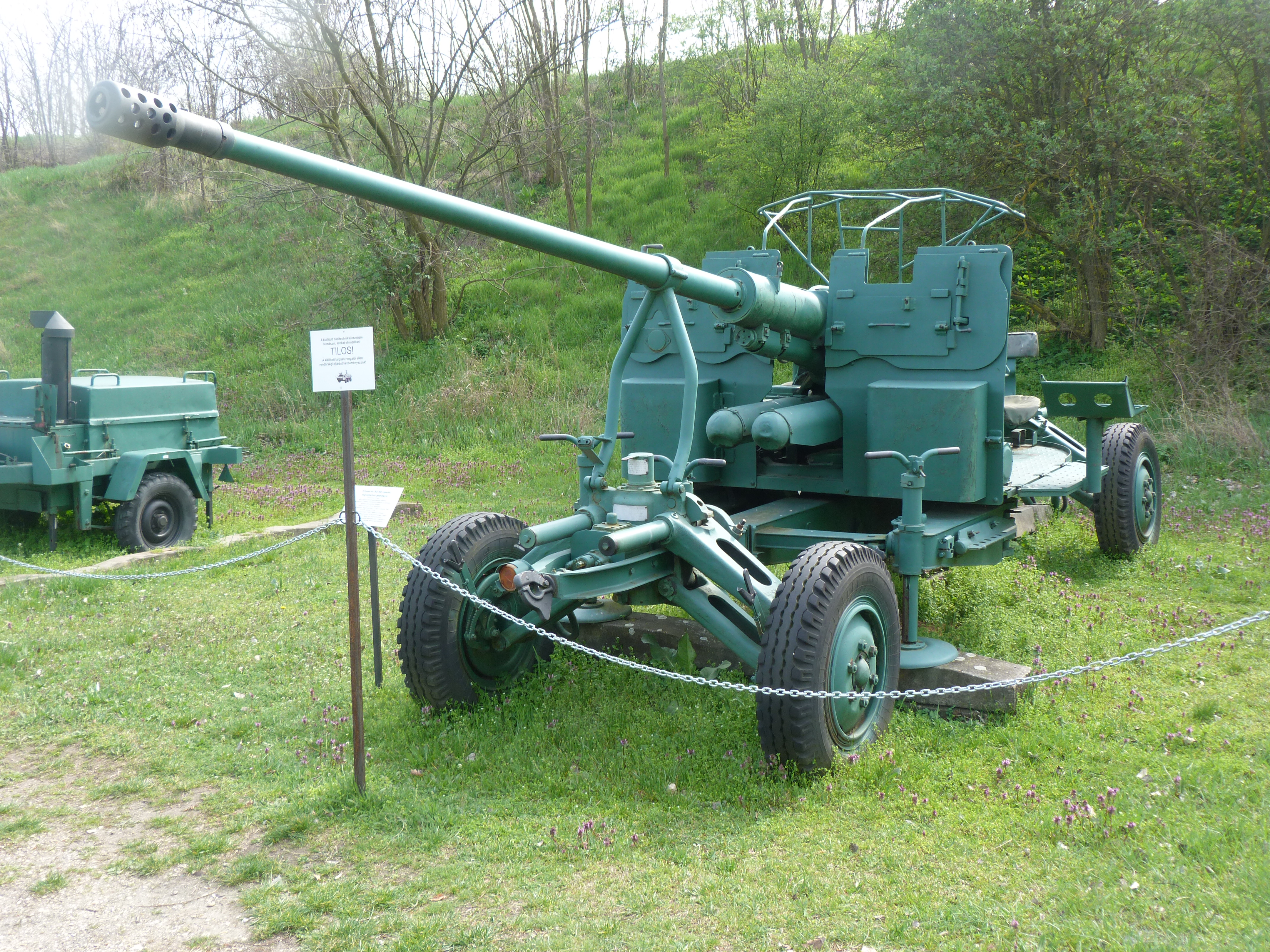
A komáromi erődben kiállított SZ–60

Az SZ–60 és kínai másolata, az 59-es típus több helyi konfliktusban is bevetésre került szerte a világban. A vietnámi háború alatt az SZ–60 képezte az észak-vietnámi hadsereg légvédelmének gerincét az alacsonyan repülő légi járművek ellen. Leghatékonyabbnak 460 és 1500 méteres magassági tartományban bizonyult.
Az iraki hadseregben az SZ–60 általában 36 löveges zászlóaljakban került bevetésre és leginkább a hadosztályok főhadiszállásainak és a tábori tüzérség védelméhez használták.
Az SZ–60 gépágyúkat a szíriai polgárháborúban is bevetették a hadsereg katonái és a különféle felkelő csoportok egyaránt. Mint más légvédelmi fegyverek esetében is, az SZ–60-ast is alkalmazták földi célok megsemmisítésére.

## Lőszertípusok
Az SZ–60 légvédelmi gépágyú az 57×348 SR űrméretű lőszert tüzeli, azonban ezek a lövedékek gyengébbek, mint a Bofors 57 mm-es légvédelmi gépágyú vagy a második világháborús szovjet 57 mm-es páncéltörő ágyú lövedékei. Modern légvédelmi lövedékeket nem fejlesztettek ki a fegyverhez.

## Változatok
- AK–725 – Az SZ–60 tengerészeti változata. 1958-ban rendszeresítették. Több korai szovjet rombolóra telepítették egycsövű, kétcsövű és négycsövű kivitelekben (ZIF–31)
- ZIF–72 – Teljesen automata tengerészeti változat. Az 1970-es évek közepén rendszeresítették. Indiába is exportálták.
- ZSZU–57–2 – Önjáró változat, melyet két SZ–60 gépágyúval szereltek fel. Fegyverzetének jelölése az SZ–68 volt.
- 80-as típus – A ZSZU–57–2 kínai változata.

## Üzemeltetők

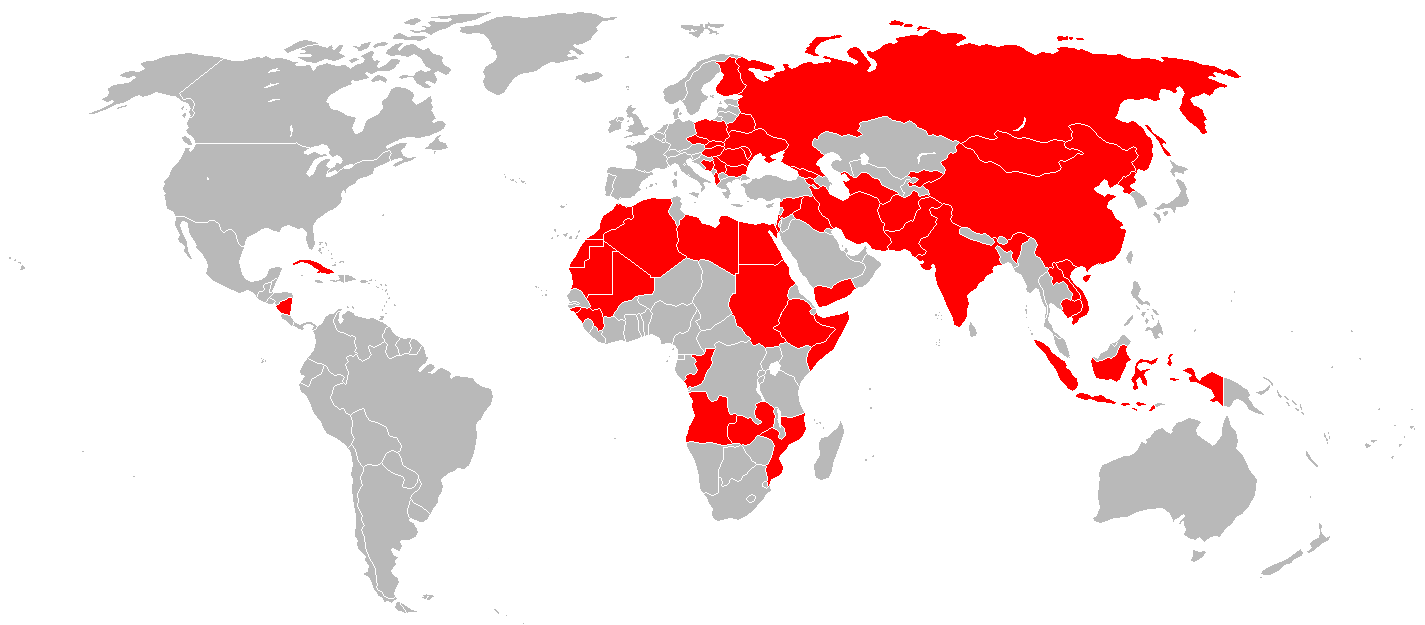
Az SZ–60 gépágyút üzemeltető országok

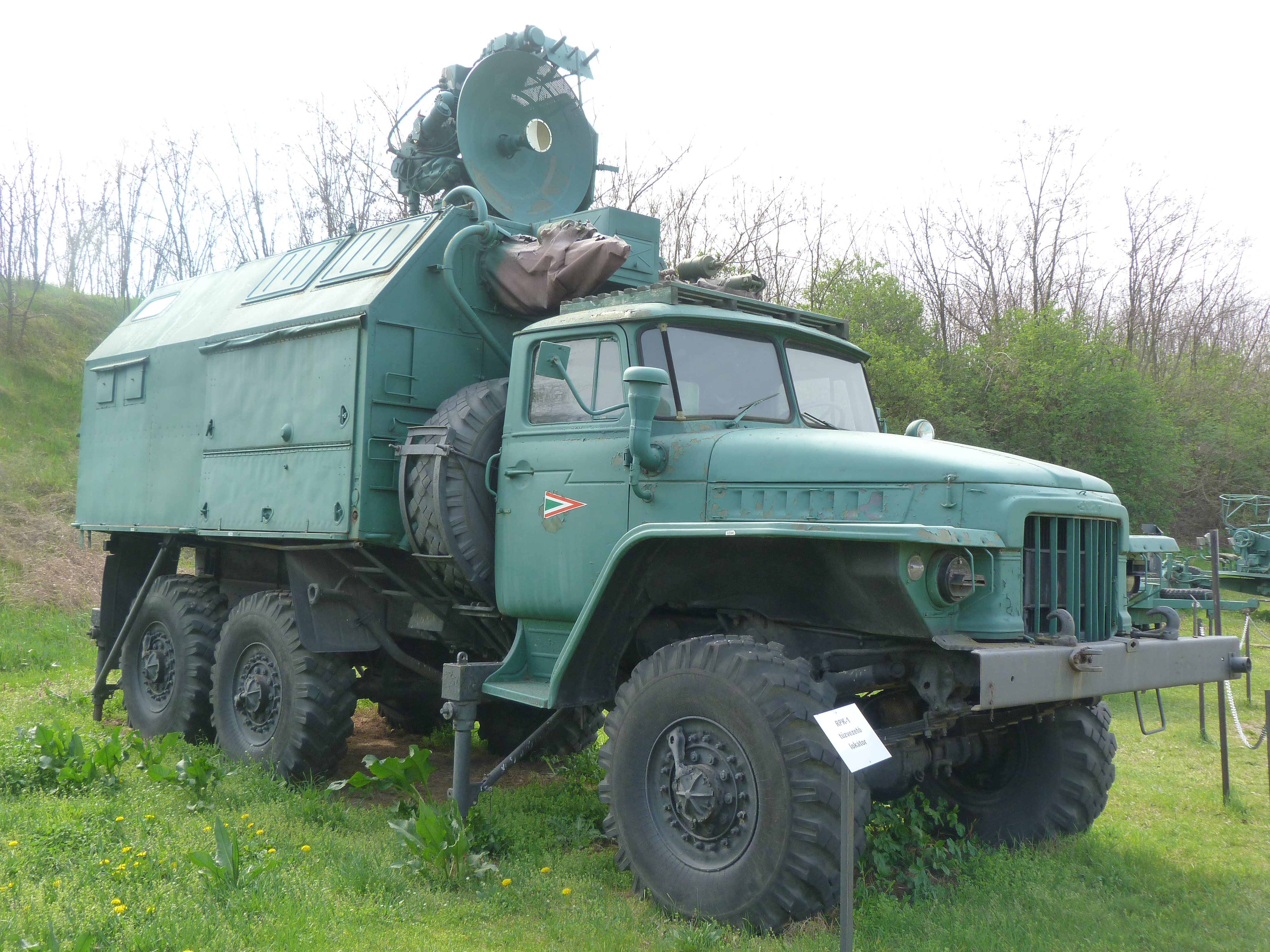
RPK–1 tűzvezető lokátor

- Afganisztán
- Albánia
- Algéria
- Angola
- Banglades
- Bissau-Guinea
- Bosznia-Hercegovina
- Bulgária
- Csehország
- Egyiptom
- Etiópia
- Észak-Korea
- Fehéroroszország
- Finnország
- Guinea
- Grúzia
- India
- Indonézia
- Irak
- Irán
- Izrael
- Jemen
- Kambodzsa
- Kirgizisztán
- Kína
- Kongói Köztársaság
- Kuba
- Laosz
- Lengyelország
- Líbia
- Magyarország
- Mali
- Marokkó
- Mauritánia
- Moldova
- Mongólia
- Mozambik
- Nicaragua
- Oroszország
- Örményország
- Pakisztán
- Románia
- Szíria
- Szlovákia
- Szomália
- Szudán
- Thaiföld
- Türkmenisztán
- Ukrajna
- Vietnám
- Zambia

## Korábbi üzemeltetők
- Csehszlovákia
- Jugoszlávia
- Szovjetunió

## Fordítás
Ez a szócikk részben vagy egészben  az   AZP S-60 című angol Wikipédia-szócikk ezen változatának fordításán alapul.  Az eredeti cikk szerkesztőit annak laptörténete sorolja fel. Ez a jelzés csupán a megfogalmazás eredetét és a szerzői jogokat jelzi, nem szolgál a cikkben szereplő információk forrásmegjelöléseként.